# Das Leben Jesu (Strauß)

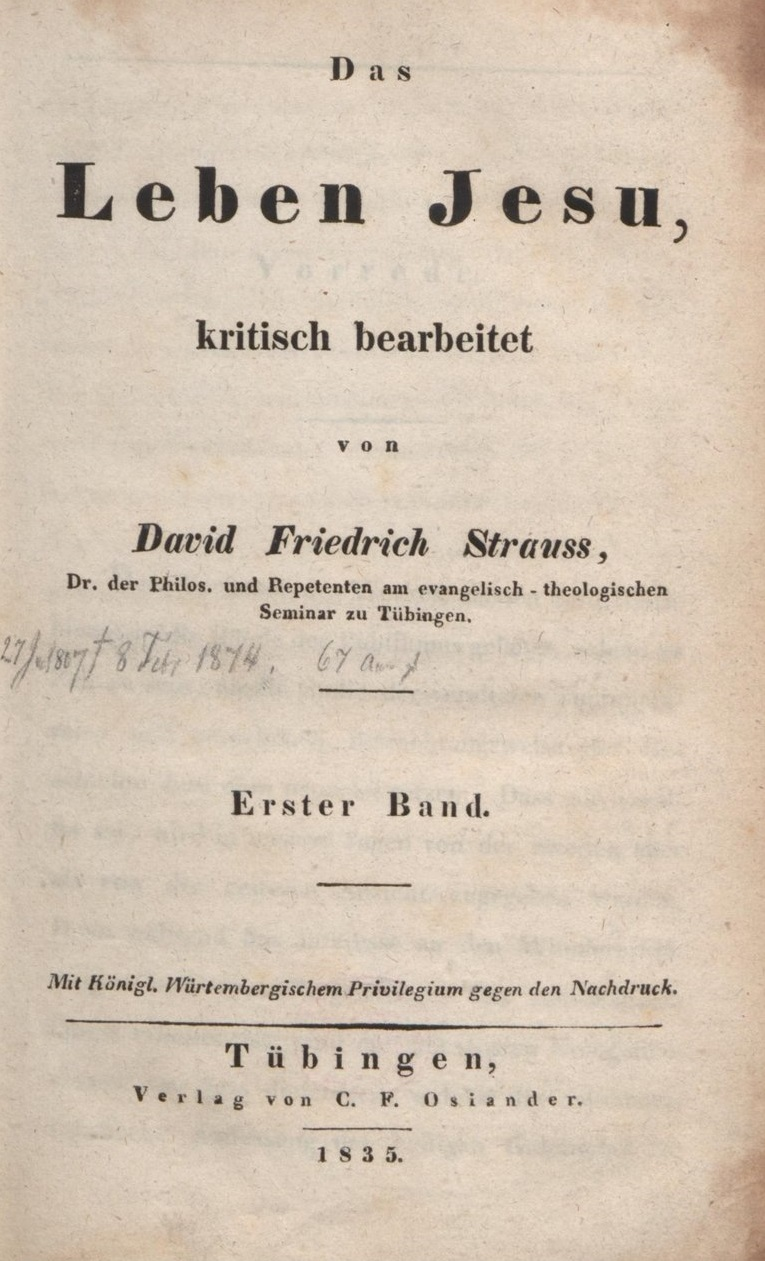
Das Leben Jesu, Titelseite des ersten Bandes

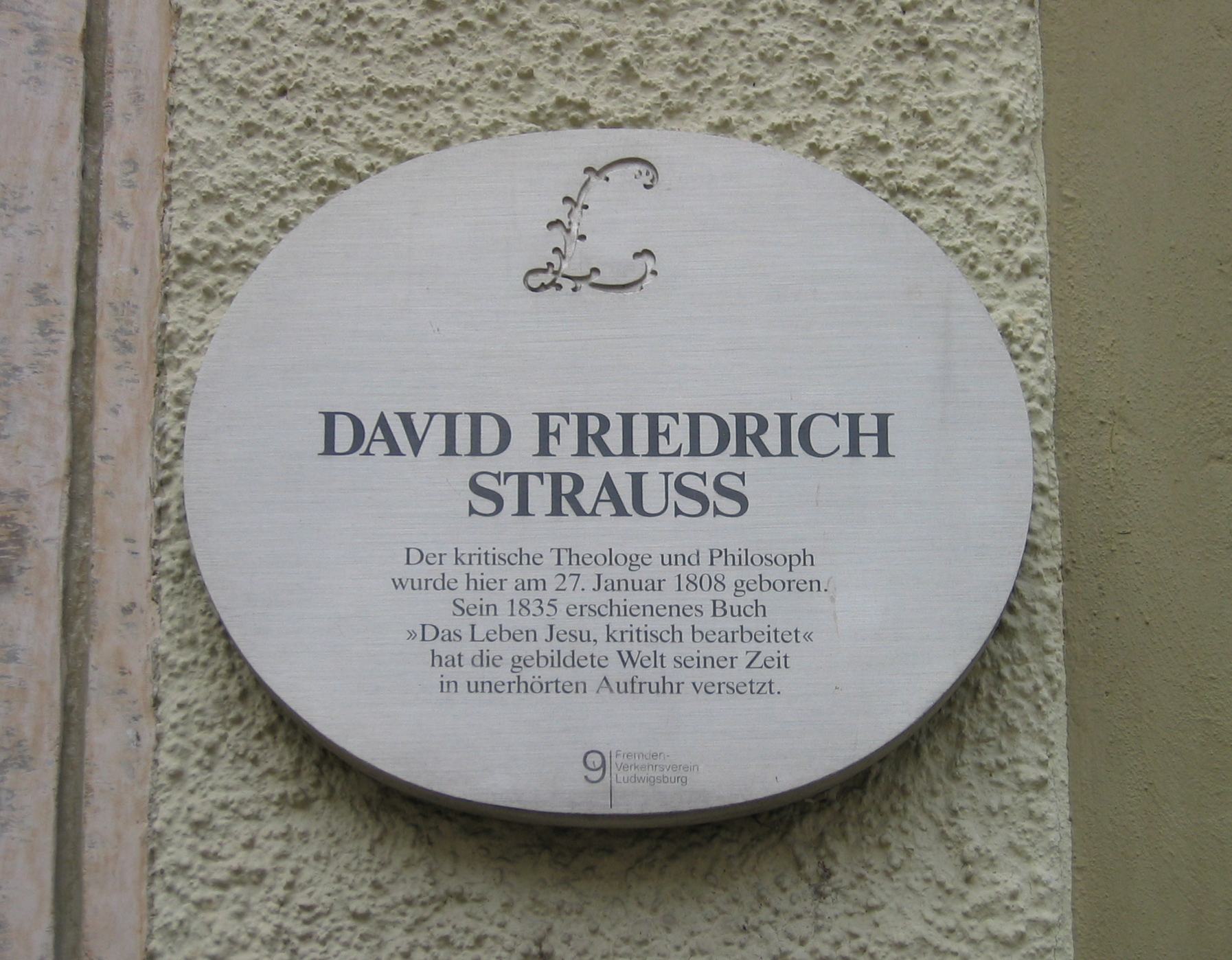
Gedenktafel an Strauß’ Geburtshaus in Ludwigsburg mit Erwähnung des Jesusbuchs

Das Leben Jesu, kritisch bearbeitet ist eine zweibändige, exegetische Untersuchung zu den vier Evangelien von David Friedrich Strauß (1808–1874). Der erste Band erschien 1835 in Tübingen bei Osiander und wurde umgehend nicht nur in der Fachwissenschaft, sondern auch in der Öffentlichkeit kritisch diskutiert. Er war von großem Einfluss auf die Junghegelianer und gilt heute als Klassiker der Religionskritik. Zugleich stellte er die Leben-Jesu-Forschung auf eine neue Grundlage.

## Inhalt
Strauß versuchte, das zwischen Supranaturalismus und Rationalismus umstrittene Problem der Geschichtlichkeit der neutestamentlichen Berichte über Jesus von Nazaret durch eine konsequente Anwendung des Mythosbegriffs zu lösen. Er fasst die Berichte über die Wunder Jesu, angefangen bei seiner Jungfrauengeburt über die Umstände seiner Kreuzigung bis zur Auferstehung und Himmelfahrt, als gedichtete Mythen auf, die eine bestimmte Idee ausdrücken wollten: Sie seien zur Überbietung dessen, was im Alten Testament von den Propheten erzählt wurde, geschaffen worden, um Jesus als den verheißenen Messias darzustellen. Aus dem Vorwort zum ersten Band:

„Den inneren Kern des christlichen Glaubens weiss der Verfasser von seinen kritischen Untersuchungen völlig unabhängig. Christi übernatürliche Geburt, seine Wunder, seine Auferstehung und Himmelfahrt, bleiben ewige Wahrheiten, so sehr ihre Wirklichkeit als historischer Fakta angezweifelt werden mag.“

Jesus habe Wunder selbst eher abgelehnt, aber an ihn herangetragene Erwartungen erfüllen müssen. Strauß erklärte einen Teil der Heilungswunder psychosomatisch, andere Wunder als absichtslos erdichtete volkstümliche Sagen, die auch ohne historische Basis einen religiösen Sinn hätten.

„Sobald er einmal für einen Propheten galt …, – so traute man ihm auch Wunderkräfte zu, und sobald man sie ihm zutraute, traten sie sicher auch in Wirksamkeit.“

## Rezeption
Schon der erste, 1835 erschienene Band rief zahlreiche Kritiker auf den Plan. In der Vorrede zu seinem zweiten, 1836 erschienenen Band zitierte Strauß kritische Besprechungen von Heinrich Eberhard Gottlob Paulus, Johann Christian Friedrich Steudel und Carl August von Eschenmayer, der dem Verfasser „Ischariotismus unserer Tage“ vorwarf. An den theologischen Fakultäten wurde Strauß’ Werk ausschließlich negativ aufgenommen. Nur der junge Bonner Privatdozent Bruno Bauer nahm seine methodischen Ansätze in seiner Kritik der evangelischen Geschichte des Johannes (1840) und der Kritik der evangelischen Geschichte der Synoptiker (1841/42) auf und kam zu dem noch radikaleren Ergebnis, dass Jesus gar keine historische Person gewesen sei. So hemmte Strauß die Anwendung der historisch-kritischen Methode auf die Evangelienforschung mehr als er sie beförderte. Nach ersten Ansätzen in den Kritischen Untersuchungen über die kanonischen Evangelien (1847) von Strauß’ Lehrer Ferdinand Christian Baur, der vor allem Strauß’ Kritik an der Historizität des Johannesevangeliums bestätigte, verhalfen erst Heinrich Holtzmann (Die synoptischen Evangelien, 1863) und Carl Heinrich Weizsäcker (Untersuchungen über die evangelische Geschichte, 1864) der kritischen Betrachtung zum Durchbruch.

Strauß’ erstes herausgegebenes Werk „machte ihn über Nacht zum berühmten Mann (…) und vernichtete seine Zukunft.“ Er verlor sein Amt als Repetent am Tübinger Stift und wurde auf eine Stelle als Gymnasiallehrer versetzt. Der Versuch, traditionelle Wahrheiten mit wissenschaftlichen Denkformen zusammenzuführen, war innerhalb der Theologie noch nicht gangbar, machte ihn aber zum wichtigen Impulsgeber für die vormärzliche Freiheitsbewegung und die Junghegelianer. In späteren Auseinandersetzungen mit seinen Kritikern erkannte Strauß zwar den ästhetischen Wert der Evangelien an, aber er sah darin nun das Bild des guten Lebens, das auf dieser Erde durch den Triumph der Wissenschaft und der industriellen Technologie und den Vormarsch des politischen Liberalismus endlich möglich geworden sei. Diese Position trug ihm sowohl die Feindschaft von Friedrich Nietzsche als auch von Karl Marx ein. Nietzsche beschrieb in seinen Unzeitgemäßen Betrachtungen Strauß als deutschen Bildungsphilister, der intellektuellen Radikalismus zur Schau stellt, dabei aber stets die konventionelle Moral intakt lässt. Für Marx war Strauß der bürgerliche Ideologe schlechthin, der versuchte, die christlich-sentimentale Ethik und die Praktiken des Kapitalismus in einem einzigen Paket zu vereinen. Der Historiker Franz Mehring schrieb in einer Kurzbiographie über Strauß: 

„(Das Leben Jesu) war sozusagen der erste Kanonenschuss, der auf ein Heer abgefeuert wurde, das nur mit feudalen Speeren und Spießen kämpfen konnte; von diesem Schuss zitterten der romantischen Reaktion alle Glieder, und wie sehr sie dabei vom Instinkt der Selbsterhaltung beseelt war, bewies die Kanonade, die nunmehr anhub und bald nicht nur über das religiöse Gebiet, sondern auch das politische und soziale Gebiet fegte.“

 Der evangelische Theologe Karl Barth warf Strauß „systematische Impotenz“ vor: „Straussens Können beschränkt sich darauf … das Schiff der Dogmatik... mit Mann und Maus untergehen zu lassen.“
Albert Schweitzer urteilte in seiner Geschichte der Leben-Jesu-Forschung: „Als literarisches Werk gehört Straussens Leben Jesu zum Vollendetsten, was die wissenschaftliche Weltliteratur kennt. Über eintausendvierhundert Seiten, und kein Satz zu viel.“

## Ausgaben
- 1. Band: Digitalisat und Volltext im Deutschen Textarchiv
- 2. Band: Digitalisat und Volltext im Deutschen Textarchiv